# Прапор Казанківського району
Пра́пор Казанкі́вського райо́ну затверджений рішенням Казанківської районної ради.

## Опис
Прямокутне полотнище з співвідношенням сторін 2:3 складається з однієї вертикальної смуги зеленого кольору біля древка та двох горизонтальних рівновеликих смуг: синьої та жовтої. На зеленій смузі — стилізоване зображення жовтого колоска.